# ア・ノーザン・ソウル
『ア・ノーザン・ソウル』 (A Northern Soul) は、イギリスのロックバンド、ザ・ヴァーヴのセカンドアルバム。1995年6月20日発売。全英13位を記録。タイトルは1960年代のイギリスのソウルミュージックのムーヴメントから。それまでのバンドのディープかつドリーミーなサイケデリック・ロックから、より輪郭を持ったロックナンバーや後のアーバン・ヒムスに繋がるバラード・ロックまでを鳴らした作品。アルバムレコーディング中にバンド間に確執が生まれ、バンドは1度目の解散を経験する。

## 収録曲
- 特筆ない限りバンドの作曲。

1. ア・ニュー・ディケイド / A New Decade - 4:12
2. ディス・イズ・ミュージック / This Is Music - 3:35
3. オン・ユア・オウン / On Your Own （アシュクロフト） - 3:33
4. ソー・イット・ゴーズ / So It Goes - 6:11
5. ア・ノーザン・ソウル / A Northern Soul - 6:32
6. ブレインストーム・インタールード / Brainstorm Interlude - 5:11
7. ドライヴ・ユー・ホーム / Drive You Home - 6:41
8. ヒストリー/ History （アシュクロフト） - 5:26
9. ノー・ノック・オン・マイ・ドアー / No Knock on My Door - 5:11
10. ライフズ・アン・オーシャン / Life's an Ocean - 5:44
11. ストーミー・クラウズ / Stormy Clouds - 5:34
12. （リプライズ） / (Reprise) - 6:11